# Nathalie Levy
Pour les articles homonymes, voir Levy.
Ne doit pas être confondue avec Nathalie Levy-Lang.
 (mars 2023).
Chaque information importante d'un article doit être vérifiable, en s'appuyant sur une référence à une source fiable. Mais dès lors que cette exigence est remplie, multiplier les références pour une même information dissuade le lecteur de vérifier ces trop nombreuses sources en donnant du même coup le sentiment d'une volonté promotionnelle de s'approprier l'article. 

Nathalie Levy, née le 22 novembre 1976, est une journaliste française ayant principalement exercé à la télévision, comme présentatrice de journal sur BFM TV, puis à l'animation d'une émission d'information quotidienne en direct sur France 5. En outre, elle a présenté Votre grand journal du soir sur la station de radio Europe 1 lors de la saison 2019-2020. En 2021, elle prête sa voix pour la reprise de l'émission En aparté sur Canal+.
En tant qu'auteure, elle sort son premier ouvrage en 2020, Courage au cœur et sac au dos, qui décrit la relation complice qu'elle entretenait avec sa grand-mère mais aussi les difficultés qu'impliquait son rôle d'aidant familial.
Son second ouvrage, Chers grands-parents sorti en février 2023, retrace l'importance du lien avec les petits-enfants à travers les interviews de 37 personnalités.

## Biographie

### Formation et début professionnel
Nathalie Levy est née le 22 novembre 1976. Au moment où elle suit des cours de droit à l'Université d'Assas, elle fait la connaissance d'un étudiant qui démarre un magazine gratuit bimestriel et auquel elle propose ses services. Elle trouve ainsi sa vocation de journaliste malgré le souhait de ses proches de la voir embrasser une carrière dans l'immobilier et poursuivre l'affaire familiale.
Elle intègre par la suite l'Institut français de presse et enchaîne les stages. Elle commence par quelques papiers en presse écrite puis obtient un premier stage suivi de piges à Canal+. Elle intègre ensuite Radio J qui lui permet de connaître des expériences très stimulantes et « enrichissantes humainement et professionnellement ». Elle couvre ainsi l'actualité brûlante de la seconde intifada au Proche-Orient, présente ses premiers journaux télévisés et deux émissions dont une au Parlement européen intitulée À l'écoute de l'Europe. Elle intégrera par la suite l'équipe de la radio française de Jérusalem, Kol Israel, par l’intermédiaire d'une grande amie en stage au bureau israélien de France Télévisions.
Malgré le danger des événements et du terrain, elle recueille les témoignages et les réactions de la population en tant que reporter indépendant. C'est depuis cette région qu'elle propose ses premiers reportages à BFM Radio qui les achètera. À son retour en France, elle y est embauchée.

### 2001 - 2005: BFM Radio
En 2001, arrivée à la rédaction de BFM Radio, elle alterne entre reportages, revue de presse internationale et présentation des journaux.
En 2003, l'identité de la radio évolue. Tout en restant fidèle à l'information, elle en profite pour animer deux autres émissions sur les thèmes du loisir et du voyage.

### 2005 - 2009: Première période BFM
À la création de BFM TV fin 2005, la chaîne la sollicite pour repartir sur le terrain. Elle a ensuite rapidement l'opportunité de remplacer Ruth Elkrief pour présenter le journal télévisé. En 2007, en pleine campagne électorale, elle prend les commandes du 19 h. Elle devient officiellement présentatrice d'Info 360, tous les soirs en direct de 21 h à minuit à l'occasion de la rentrée et du renouvellement de la grille.
En juillet 2009, Nathalie Levy quitte BFM TV pour rejoindre France 5.

### 2009 - 2010: France 5
À partir de septembre 2009, elle participe à l'émission quotidienne C à vous d'Alessandra Sublet entre 19 h et 20 h sur France 5 avant de quitter la chaîne l'été suivant pour revenir sur BFM TV.

### 2010 - 2019: BFM TV
À partir d'août 2010, Nathalie Levy assure la présentation de 21 h à 22 h puis de 23 h à 0 h avec Info 360,. À la rentrée 2011, elle le présente avec Jean-Baptiste Boursier de 21 h à minuit. Depuis septembre 2012, c'est avec Jean-Rémi Baudot qu'elle le présente mais de 21 h à 23 h avant de partir en congé maternité en octobre 2012, où elle est remplacée par Lucie Nuttin, présentatrice titulaire de Week-end 360.
En août 2014, l'émission Info 360 s'arrête et Nathalie Levy présente alors News et compagnie en direct sur BFM TV de 21 h à 22 h du lundi au jeudi,,,,. L'émission s'arrête en juillet 2019 et elle quitte BFM TV à la fin de la saison,,,,.

### 2019 - 2020: Europe 1
À partir du 26 août 2019, elle présente Votre grand journal du soir sur Europe 1, avec Sébastien Krebs de 18 h à 20 h,.
Elle se déplace en France pour couvrir certains grands événements comme l'incendie de l'usine Lubrizol à Rouen, ou lors des élections municipales de 2020 pour que les habitants puissent évoquer leur quotidien à l’antenne : « C’est un peu ma marque de fabrique et j’y tiens beaucoup : aller au plus proche des gens. Ils nous parlent de leur quotidien. Il n’y a pas de faux-semblant avec eux ».
Elle quitte la station à la fin de la saison, laissant la place à Julian Bugier,,,,, pour se consacrer à d'autres projets davantage tournés vers l'humanitaire et le sociétal, comme la préparation d'une fiction télévisuelle sur les aidants familiaux pour France Télévisions et un programme sur la colocation.

### 2020:1erlivreet adaptations
Son premier ouvrage Courage au cœur et sac au dos, publié aux éditions du Rocher le 23 septembre 2020, décrit la relation particulière, qui la liait à sa grand-mère et plus généralement le rôle des aidants familiaux, (voir la partie « Ouvrages » ci-dessous).
Le livre est par la suite décliné dans une émission de podcasts où un invité – personnalité ou anonyme – se raconte à travers son lien intergénérationnel avec ses grands-parents,.
Aussi, l'auteure travaille avec Stéphanie Pillonca et Dominique Farrugia à une adaptation sous forme de fiction,,,,,.

### 2021 - ...: Canal+

#### En aparté
À partir du 16 septembre 2021, Nathalie Levy rejoint Canal+ pour reprendre l'émission En aparté,,,,,,,,,, initialement menée par Pascale Clark de 2001 à 2007. Le concept reste le même : la journaliste accueille un invité dans un appartement, l'interroge et le guide par voix off, à distance, sans jamais qu'ils ne se croisent à l’antenne ce qui amène une forme de « spontanéité ». L'émission est destinée à accueillir en priorité les artistes et les personnalités non politiques, dans une atmosphère intime,, empathique,,, propice à l'introspection et la confidence,. Ils sont notamment invités à évoquer leur carrière et à commenter l’actualité.
Enregistrée à l'avance, l'émission est diffusée en clair du lundi au vendredi, de 20h30 à 21 h,, ; le vendredi étant dédié à la compilation des meilleurs moments de la semaine.
Réunissant en moyenne 200 000 téléspectateurs chaque soir et avec 3,1 millions de visionnages en replay sur MyCanal,, l'émission est reconduite pour une deuxième saison à partir du 15 septembre 2022 – frôlant déjà le record de la première saison avec Florence Foresti en invité – et accueillera parfois des duos.

#### L’amie prodigieuse
En parallèle, à l’occasion de la diffusion de la nouvelle saison de la L’amie prodigieuse sur Canal+, Nathalie Levy prête sa voix à une série de podcasts, diffusée en juin 2022, qui s’interroge sur la nécessité de connaître l’identité d’un auteur pour mieux comprendre son œuvre.

#### Inoubliables, nos chers grands-parents
À partir du 26 mars 2024, elle présente sur Canal+ Inoubliables, nos chers grands-parents, une collection de quatre émissions produite par Georgia (Mediawan) où une personnalité raconte son lien avec ses aieux.

### Été 2022: Magazine Gala
Durant l'été 2022, Nathalie Levy réalise l'interview d'une personnalité qui se raconte, notamment ses liens avec sa famille et ses grands-parents, publiée chaque jeudi dans le magazine Gala.

## Ouvrages

### Courage au cœur et sac au dos
Son premier ouvrage Courage au cœur et sac au dos, publié aux éditions du Rocher, est sorti le 23 septembre 2020. Écrit au présent, il est publié un peu plus d'un an avant le décès de sa grand-mère, survenu en novembre 2021, à 99 ans.
Le livre décrit la relation particulière, et « très forte » qui la liait à sa grand-mère, et plus généralement le rôle des aidants familiaux, au nombre certainement sous-estimé de 8 à 11 millions en France,,. Elle précisait toutefois dans plusieurs interviews qu'elle se considérait davantage « aimante » qu'« aidante »,,,,,,. L'une des raisons qui l'ont poussée à écrire ce livre est « le besoin d'inscrire sa grand-mère dans l'éternité »,.
Cet ouvrage est un hommage, mais aussi un souhait de mettre en lumière la question du grand âge, et de briser le tabou qui l’entoure,,,,,,.
L'auteure considère que les métiers liés au grand âge devraient être envisagés comme une « voie d'excellence plutôt qu'une voie de garage »,,,. Elle estime en effet que la société devrait repenser son rapport aux anciens,,,, en reconnaissant davantage les professionnels concernés,, notamment sur le plan salarial,,.

### Chers grands-parents
Nathalie Levy publie un second ouvrage le 22 février 2023 aux éditions Albin Michel. Prolongement du premier, Chers grands-parents regroupe les témoignages de 37 personnalités,,,, racontant leur lien avec leurs grands-parents,,, et permet de mesurer à quel point ils demeurent présents dans leur vie ; l'accent est ainsi mis sur les aïeux et non les personnalités.
La conception de ce livre a émergé pendant la crise sanitaire mondiale de Covid-19 et plus particulièrement pendant la période de confinement : « Le confinement étant ce qu’il a été, ces images de détresse de ces anciens, cloisonnés, séparés par une vitre de leurs enfants, de leurs petits-enfants, même de leurs époux parfois… On en a tous vu. Ça m’a évidemment foudroyée, et c’est à ce moment-là que j’ai commencé à gamberger. »,.

## Engagements

### Accompagnement du grand âge
En interview, Nathalie Levy vante d'autres modèles nationaux d'accompagnement du grand âge, notamment suédois et danois,,,. En France, si les EHPAD restent indispensables selon elle, leur système devrait être repensé afin d'éviter la maltraitance qui s'y trouve parfois, en faisant notamment prévaloir l'éthique et l'empathie sur la rentabilité économique. Par ailleurs, elle suggère que pour soutenir les aidants, il faudrait axer la priorité sur la prévention dans l’accompagnement des seniors et du grand âge, proposer de l’accompagnement en entreprise,,, et proposer un accompagnement psychologique aux aidants. A titre personnel, elle n'a jamais révélé à ses employeurs être aidante par crainte de retours non compréhensifs voire négatifs à son égard, excepté à la station de radio Europe 1 où elle y fut obligée étant donné ses horaires de travail.
Enfin, le congé indemnisé de trois mois mis en place par le gouvernement le 1er octobre 2020 reste insuffisant selon elle,,,, notamment lorsque la dépendance relève du handicap d'un enfant.

### Accès à la lecture, lutte contre l'illettrisme
En juin 2021, et juillet 2022, elle est la marraine du festival « Des Livres, des Artistes »
, créé par Françoise Madja en 2015 et présidé par Michel Drucker, événement destiné à donner le goût de la lecture et lutter contre l'illettrisme,.

## Vie personnelle
Nathalie Levy est mariée et a une fille,,, née le 10 décembre 2012. Dans une interview accordée au Journal du dimanche en date du 12 janvier 2020, elle confie assurer au quotidien un rôle d'aidant familial auprès de sa grand-mère – rôle qu'elle assurera jusqu'au décès de celle-ci, en novembre 2021 – en plus de ses activités professionnelles,. Cette relation à la fois très complice mais aussi contraignante est le sujet de son premier ouvrage Courage au cœur et sac au dos publié en septembre 2020.